# Вальберг, Александр Иванович
Александр Иванович Вальберг (1844—1881) — русский архитектор, мастер петербургской эклектики, один из разработчиков так называемого «русского стиля», архитектурный публицист. Академик Императорской Академии художеств (с 1879).

## Биография
Дальний родственник знаменитого балетмейстера александровской эпохи Ивана Вальберха; практически всю жизнь провёл в Санкт-Петербурге. Вольнослушатель Императорской Академии художеств (с 1860). Ученик Академии художеств (с 1862). Получил медали Академии: малая серебряная (1863), большая серебряная медаль (1867), малая золотая медаль (1869). Окончил Академию художеств (1871) в звании классного художника 1-й степени за проект «православной церкви». Звание академика (1879) за проект «станции железной дороги».
Действительный член Петербургского общества архитекторов (с 1872). Состоял архитектором при главном военном инженерном управлении. Известность получил как разработчик так называемого русского стиля. Составлял рисунки для журнала «Мотивы русской архитектуры». Составлял проекты мебели, утвари.
Похоронен на Смоленском православном кладбище (уч. 43, 2-я Надеждинская дорожка).

## Проекты и постройки

### Санкт-Петербург
- особняк А. А. Мойры (изменение фасада). Фурштатская ул., 6 (1872)[5];
- дом А. Н. Лопухина. Сапёрный пер., 6 (1873)[6];
- доходный дом А. Т. Дылова. ул. Восстания, 31 (1876—1878)[7]
- здание ремесленного приюта императорского человеколюбивого о-ва. Чкаловский пр., 20, 22 (1878—1879);
- дом Баташова — Дом Еллинского — Дом Е. В. Чепыжниковой. Владимирский пр., 4 (1879—1880)[8];
- доходный дом. Декабристов, 14 (1879)[9];
- дом Ильина. 16-я линия, 27 (1881);
- дом. Никольская, 55 (1876, перестройка);
- часовня Троицко-Сергиевского монастыря, Петергофское шоссе;
- фотографический павильон (1877).

### Москва
- проект часовни в память гренадерам, павшим под Плевной в Москве (1880)[10].